# Écouen
Écouen – miejscowość i gmina we Francji, w regionie Île-de-France, w departamencie Dolina Oise.
Według danych na rok 1990 gminę zamieszkiwało 4846 osób, a gęstość zaludnienia wynosiła 638 osób/km² (wśród 1287 gmin regionu Île-de-France Écouen plasuje się na 333. miejscu pod względem liczby ludności, natomiast pod względem powierzchni na miejscu 513.).